# El bevedor d'absenta (Manet)

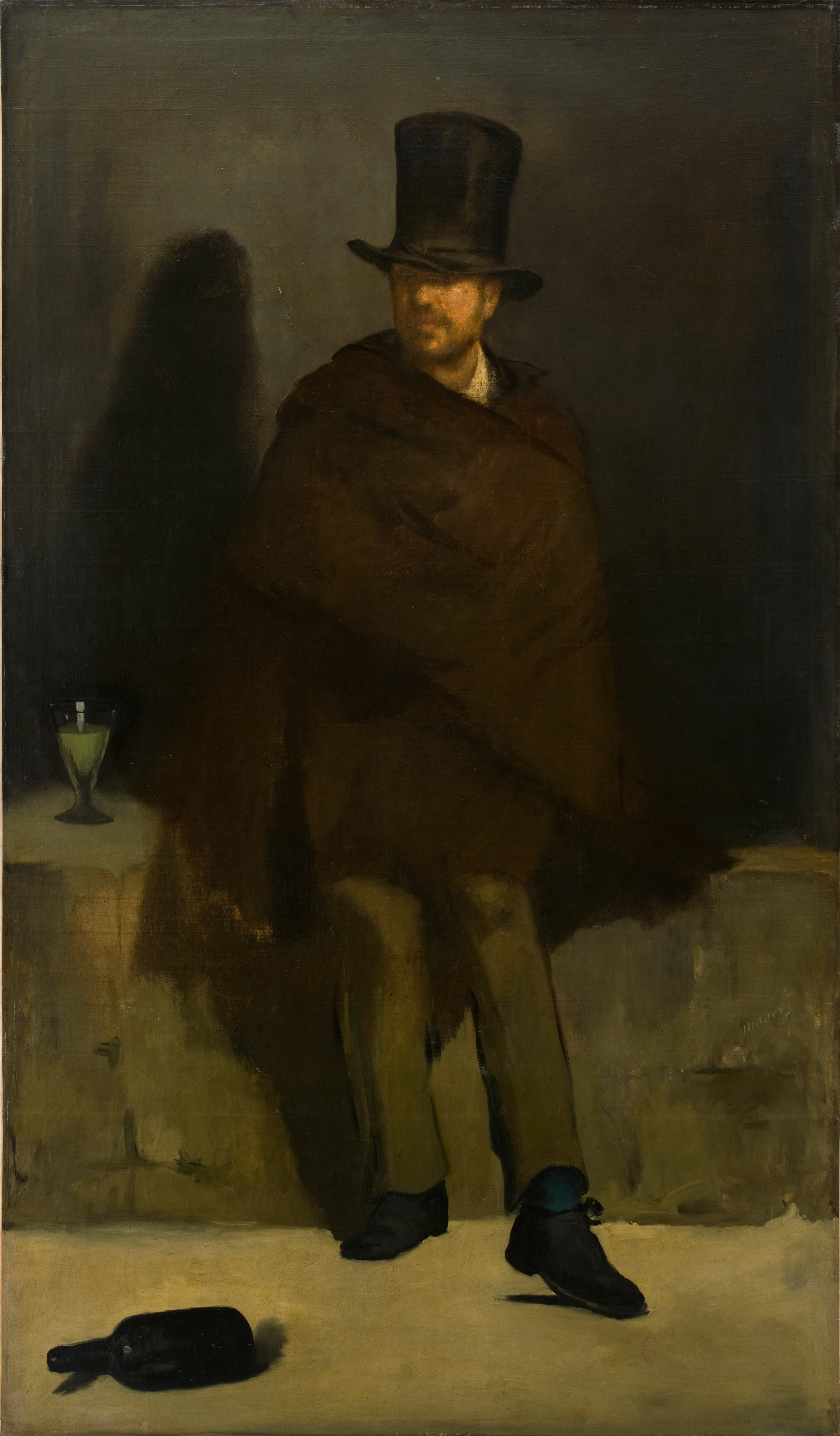
Édouard Manet, El bevedor d'absenta, c. 1859

El bevedor d'absenta (en francés: Le Buveur d'absinthe) és una pintura primerenca d'Édouard Manet, datada del voltant dels 1858-1859, considerada com la seua primera pintura important i la seua primera obra originària.
Fou el primer treball que Manet va presentar al Saló de París, institució on es consagraven els artistes francesos, al 1859. L'obra va ser rebutjada pel jurat, i només n'obtingué un vot que a vegades s'ha atribuït a Eugène Delacroix. Aquest veredicte recolzava en un aspecte esbossat que no va agradar als membres del jurat, però més probablement el motiu del rebuig fos el tema: s'hi representava un borratxo amb l'ampolla buida als peus com si d'un heroi es tractàs. Manet s'havia inspirat possiblement en el poema Le vin des chiffoniers (El vi dels drapaires) de Les flors del mal de Baudelaire, i és possible que la censura dels textos de l'escriptor s'estengués també a la pintura. D'altra banda, es creia que l'absenta creava addicció i es considerava moralment degeneradora; aquesta és una de les primeres representacions de l'absenta en l'art, tot i que el pintor va afegir-hi la copa més tard, entre el 1867 i el 1872. La beguda es va fer popular una mica després, en la dècada dels 1860.
Es tracta d'un retrat de cos sencer d'un drapaire alcohòlic anomenat Collardet, que sovintejava els voltants del Louvre a París. Collardet està pintat en tons marrons, grisos i negres. Està dempeus, tot i que recolzat sobre un repeu ara al costat d'un got mig ple d'absenta (que fou afegit amb posterioritat) i davant una ampolla buida tirada als peus. Duu un barret de copa negre i està embolcallat en una capa marró, com un aristòcrata. Influenciat pel realisme de Gustave Courbet, Manet mostra un tema mundà a gran escala, que fa 181 cm d'alt per 106 cm d'ample. Entre les seues referències artístiques, potser Manet s'inspirà en obres com ara les pintures de la gent del poble de Diego Velázquez, al qual considerava el pintor màxim (sobretot les seues pintures d'Isop i Menip, i de L'indiferent d'Antoine Watteau.
Aquesta pintura, però, també mostra febleses tècniques; com ara un acabat desigual, amb pinzellades visibles en alguns llocs. Anatòmicament, les cames del personatge representat se li uneixen maldestrament al cos.
Manet va continuar revisant l'obra una vegada finalitzada, i va inserir la mateixa figura en la seua pintura del 1862 coneguda com El vell músic. El retrat originari complet es va reduir a tres quarts de longitud el 1867, quan Manet el va mostrar amb altres 56 obres en una retrospectiva autofinançada, en l'Exposició Universal de París; la va ampliar novament el 1872, quan va vendre aquesta i altres 23 obres al comerciant d'art Paul Durand-Ruel. El got d'absenta hi fou un afegit tardà, entre el 1867 i el 1872.
Va vendre aquesta obra al cantant d'òpera Jean-Baptiste Faure al 1906 i l'exposà en la Galeria Nacional de Dinamarca, a Copenhaguen, el 1914, quan la va adquirir la Fundació Ny Carlsberg. Fou una de les primeres obres modernes agregades a la col·lecció de la Ny Carlsberg Glyptotek, on encara es conserva.